# Baía de Santa Helena
A Baía de Santa Helena (inglês: St Helena Bay; afrikaans: St. Helenabaai) é um porto natural na costa atlântica da África do Sul, no município de Baía de Saldanha, na província do Cabo Ocidental, na África do Sul.
Foi descoberta a 7 de Novembro de 1497 pelo navegador português Vasco da Gama, na sua viagem de descoberta do caminho marítimo para a Índia, onde mediu a latitude, ceca de 30 léguas a norte do Cabo da Boa Esperança. Aí fundeou a armada durante 9 dias para fazer reparações nos navios, reabastecer-se de água potável e víveres frescos, antes de dobrar o Cabo.